# Adeldom in het koninkrijk Hongarije
Dit artikel gaat over de titels van edelen in het koninkrijk Hongarije (1000-1946).

## Vroeger gebruik (tot 1526)
Voor het aantreden van de Habsburgers werd de adel gestructureerd volgens het aantal beklede ambten in het koninkrijk Hongarije. De hoogstgezetenen werden 'baron van het koninkrijk' (Latijn: barones regni) en kregen de titel magnificus vir.
Tijdens de regeerperiode van Sigismund van Luxemburg was het als volgt:
- Palatijn (Latijn: palatinus regni Hungarie, Hongaars: nádor)
- Vojvoda van Zevenburgen (Latijn: woyuoda Transsiluanus, Hongaars: erdélyi vajda)
- Opperste landrechter (Latijn: iudex curiae regiae, Hongaars: országbíró)
- Ban van Kroatië, Slavonië, Dalmatië, Mačva en Severin (Hongaars: horvát-dalmát bán, horvát-szlavón bán, macsói bán, szörényi bán)
- Opperste schatbewaarder (Latijn: magister tavernicorum, Hongaars: tárnokmester)
- Opperste deurwachter (Latijn: ianitorum regalium magister, Hongaars: főajtónálló)
- Opperste tafelmeester (Latijn: dapiferorum regalium magister, Hongaars: főasztalnok)
- Opperste hofschenker (Latijn: pincernarum regalium magister, Hongaars: főpohárnok)
- Opperste stalmeester (Latijn: agasonum regalium magister, Hongaars: főlovászmester)
- Gespannen van Pozsony en Temes (Hongaars: pozsonyi ispán, temesi ispán)
- Hoge Schatbewaarder (Latijn: summus thesaurarius, Hongaars: főkincstárnok)
- Graaf der Szeklers (Hongaars: székelyek ispánja)
- Geheime Kanselier (Hongaars: titkos kancellár)

Meestal werden deze ambtenaren verkozen door de machtigste edelen. Er kwam ook een nieuwe klasse van edellieden die ontstond uit de "Koninklijke Dienaren", genaamd de servientes regis.
Graven (Latijn: comes, Hongaars: ispán of gespan) die ontstonden voor de 16e eeuw hadden meestal posities in de administratie, waarmee ze hun respectievelijke comitaten (Hongaars: vármegyek) bestuurden. Toch was de positie van comes in sommige situaties erfelijk vanaf zo vroeg als de 13e eeuw, meestal bij families die in het zuidelijke of westelijke deel van het koninkrijk Hongarije verbleven. De gespannen waarbij de titel erfelijk was, noemde men supremus et perpetuus comes.

## Habsburgse periode (na 1526)
Het gebruik van titels als hertog of graaf werd, hoewel het van eerdere origine was, pas verspreid tijdens de Habsburgse periode.
Volgens István Werbőczy (een Hongaarse jurist en palatijn uit de 16e eeuw, best bekend voor zijn werk Tripartitum, een samenvatting van de gebruikelijke wetten) waren de rechten van edelmannen:
- immuniteit van arrestatie, zonder juridische procedure
- enkel moeten gehoorzamen aan de koning
- vrijstelling van belastingen en douanerechten
- vrij zijn van dwang tot de militaire dienst, behalve voor de verdediging van het land.

De meeste edelen erfden de titel of kregen deze van de koning. Er waren twee andere manieren om van adel te worden: oftewel werd men geadopteerd door een adellijke familie, weliswaar met toestemming van de koning, oftewel werd deze gegeven aan de dochter van een edelman wanneer deze geen zonen had, ook met toestemming van de koning (dus werd de dochter in dat geval behandeld alsof ze een man was, kon ze de titel en eigendommen erven, en kon de titel aan haar kinderen geven, zelfs al trouwde ze onder haar status).
Edellieden waren meestal rijke grondbezitters. Er waren twee soorten landgoederen: deze die werden geschonken door de koning (meestal samen met de titel) en deze die werden aangekocht. Die van het tweede type konden vrij gekocht en verkocht worden, maar deze van het eerste type konden enkel worden overgedragen aan de oudste zoon (of met toestemming van de koning, de oudste dochter, zie hierboven). Als de familie uitstierf, ging de grond terug naar de koning.
Soms gaf een edelman een adellijke titel aan een van zijn getrouwen. Wettelijk gezien moest dit met toestemming van de koning, maar vaak werd de toestemming van de koning niet gevraagd.
Wegens de grote vraag naar soldaten tijdens de aanvallen van de Turken in de 16e eeuw en 17e eeuw, werd soms een hele groep van 80 tot 120 soldaten verheven tot de adelstand en kregen één gezamenlijk wapenschild.
De Achtste Wet van 1886 creëerde uiteindelijk de titel van 'Adellijke Prins' (Hongaars: herceg). De wet gaf een lijst van vorstelijke families, meestal van buitenlandse origine zoals: Saksen-Coburg-Gotha, Liechtenstein, Thurn en Taxis, en Schwarzenberg.
Alle erfelijke titels werden afgeschaft in 1945. In nieuw gevormde staten, die vroeger tot de Hongaarse kroon behoorde varieert de situatie. De constitutie van Tsjecho-Slowakije schafte bijvoorbeeld alle indicatoren van adellijke titels af in 1918. Hierbij worden ook titels en plaatsbepalingen die een adellijke titel suggereren meegerekend, (bv. Forgach de Ghymes).

## Enkele titels
- Hertog (Latijn: dux, Hongaars: herceg, Slowaaks: vojvoda, Duits: Herzog): Het Hongaarse woord is afkomstig uit het Duits. Initieel waren alle hertogen lid van de koninklijke familie, zodat de titel ook vertaald kan worden als: koninklijke prins, erfelijke prins, of kroonprins (zoals in enkele andere landen).
- Prins (Latijn: princeps, Hongaars: herceg, fejedelem, of uralkodó, Slowaaks: Knieža, Duits: Fürst): De titel en rang prins was de hoogst verkrijgbare titel als Hongaars edelman, en werd geschonken door de Habsburgs in hun hoedanigheid als keizer van het Heilig Roomse Rijk en Oostenrijk. Deze titel kwam echter niet met een autonoom prinsdom.
- Graaf en baron (Latijn: comes of baro, Hongaars: gróf of báró, Slowaaks: gróf of barón, Duits: Graf of Baron): Deze titels werden meestal gebruik in de Habsburgse periode, alhoewel deze titels het eerst werden gebruik door koning Wladislaus II (1490-1516). De eerste gedocumenteerde creatie van een graaf (Latijn: perpetuus comes) was die van Johannes Hunyadi, alhoewel deze titel al eerder werd gebruikt door enkel families in Kroatië en westelijke delen van Hongarije, volgens de Duitse en Italiaanse gewoonten. De belangrijkste gravenfamilies voor de Habsburgse periode waren: Šubić, Zrinski, Frankopan, Balgay, Cseszneky, Németújvári (Grafen von Güssing), Héderváry, Szentgyörgyi (Grafen von Sankt-Georgen und Pösing), Nagymartoni, en Fraknói.

## Lijst van voorname adellijke families uit Hongarije
- Aba (Genus Aba) (19 families) Aba (familie) en het koninklijke huis van Samuel Aba van Hongarije, koning van Hongarije, ban van Kroatië en Dalmatië, Palatijnen van Hongarije
- Almásy de Zsadány et Törökszentmiklós
- Andrássy de Csíkszentkirály et Krasznahorka (graaf)
- Antall de Kisjenő
- Asbóth
- Apafi de Apanagyfalva
- Athinai – Genus Aba
- Balassi de Gyarmat and Kékkő (baron)
- Bánffy de Alsólendva
- Bánffy de Losoncz (graaf)
- Báthory de Gagy – Geslacht Aba
- Báthory de Ecsed (graaf) – Gutkeled Geslacht
- Báthory de Somlyó (graaf) – Gutkeled Geslacht
- Batthyány de Németújvár (graaf)
- Beleznay de Pilis
- Benyovszky
- Beöthy of Beőthy
- Berthóty – Geslacht Aba
- Bethlen de Bethlen (graaf)
- Bethlen de Iktár (graaf)
- Beőr de Kövesd
- Bezerédj de Bezeréd
- Both de Bajna
- Brunszvik de Korompa (graaf)
- Budaméry – Geslacht Aba
- Csáky (en Csáki)
- Cséfalvay (en Cséffalvay)
- Cseszneky de Milvány et Csesznek (graaf)
- Csirke – Geslacht Aba
- Csobánka – Geslacht Aba
- Darányi de Pusztaszentgyörgy et Tetétlen
- Deák de Kehida
- Dessewffy de Csernek et Tarkeö
- Diósy de Tótdiós
- Dohnányi
- Erdődy de Monyorókerék et Monoszló (graaf)
- Eötvös de Vásárosnamény (baron)
- Esterházy de Galántha (graaf)
- Farkas de Bánegyháza
- Farkas de Boldogfa
- Farkas de Farkasfalva
- Farkas de Kisbarnak
- Farkas de Bolya
- Feichtinger de Baranyanádasd (baron)
- Festetics (Festetits) de Tolna (graaf)
- Frangepán – Frankopan in het Kroatisch
- Frichi – Geslacht Aba
- Gagyi – Geslacht Aba
- Garay en Garai – Gorjanski in het Kroatisch
- Gömbös de Jákfa
- Gődény de Gődényháza et Farkasfalva
- Hadik de Futak (graaf)
- Haller de Hallerkő, Haller von Hallerstein
- Hedry – Aba Genus
- Hertelendy de Vindornyalak et Hertelend
- Horthy de Nagybánya
- Hunyady (en Hunyadi)
- Imrédy de Ómoravicza
- Irinyi de Iriny
- Jakabffy (en Jakabfy)
- Jankovich
- Jeszenszky de Nagyjeszen
- Jeszenszky de Kisjeszen
- Jókai de Ásva
- Kačić (Baron) een aftakking van de Kroatische Kačić
- Kállay de Nagykálló
- Kálnoky
- Kanizsai/Kanizsay
- Károlyi de Nagykároly (graaf)
- Keczer – Geslacht Aba
- Kende
- Koháry de Csábrágh et Szitnya (graaf)
- Kompolthi – Geslacht Aba
- Kossuth de Kossuth et Udvar
- Khuen de Belasi (graaf)
- Laczkffy de Nádasd – Geslacht Aba
- Lackfi (en Laczkovich) – Lacković in het Kroatisch
- Lapispataky – Geslacht Aba
- Lipthay de Kisfalud et Lubelle (baron)
- Magyary
- Majthényi
- Medveczky
- Meskó
- Nádasdy de Nádasd et Fogarasföld (graaf)
- Orczy de Orczi (baron)
- Pálffy
- Pázmány de Panasz
- Perényi de Perény (baron)
- Podmaniczky
- Radvánszky de Radvány (baron)
- Rákóczi de Felsővadász (baron)
- Révay de Szklabinia et Blatnicza (graaf)
- Rhédey, Rhédey de Kis-Rhéde (prins, palatijn, hertog, graaf) - Geslacht Aba
- Sennyey de Kiszsenye (baron, graaf)
- Sigray (en Zsigray)
- Sirokay – Geslacht Aba
- Schneider de Zajol (zajoli Schneider/Snajder)
- Somosy de Somos – Geslacht Aba (comes)
- Stiborici (baronnen van het Koninkrijk, comes)
- Szapáry de Muraszombath and Széchysziget (graaf)
- Széchenyi (geslacht) de Sárvár-Felsővidék (graaf)
- Széchy
- Szécsen
- Szent-Imrey
- Szepessy de Négyes (baron)
- Szily
- Szilágyi
- Szőgyény-Marich de Magyarszőgyén et Szolgaegyház (graaf)
- Szőnyi
- Takács de Saár
- Teleki de Szék (graaf)
- Thököly de Késmárk (graaf)
- Thurzó
- Tisza de Szeged et Borosjenő (graaf)
- Turcsányi de Turcsány (Geslacht Divék)
- Vendéghy – Geslacht Aba
- Viczay de Loós et Héderváry (graaf)
- Vitéz – Geslacht Aba
- Wass de Czege (graaf)
- Zápolya (Szapolyai) – Zapolja in het Kroatisch
- Zichy de Zich et Vásonkeő (graaf)
- Zrínyi – Zrinski in het Kroatisch

## Koningshuis
- Prins (Latijn: princeps of dux, Hongaars: fejedelem, Slowaaks: knieža, Duits: Fürst): Fejedelem was de titel van de heerser van het Hongaarse prinsdom totdat de eerste koning, Stefanus I, werd gekroond in 1000. In latere eeuwen was de fejedelem de heerser van Transsylvanië. Frans II Rákóczi werd ook verheven tot "prins van de geconfedereerde landgoederen voor een vrij Koninkrijk Hongarije" tijdens een oorlog om onafhankelijkheid (1703-1711).
- Koning (Latijn: rex, Hongaars: király, Slowaaks: kráľ, Duits: König): Het Hongaarse woord király is afkomstig van het Slowaakse woord kral of kralj, wat op zijn beurt afkomstig is van de Duitse naam Karl. Een regerende koningin werd királynő genoemd in het Hongaars, de partner van de koningin werd királyné genoemd. De titel junior koning (Latijn: rex iunior) werd gegeven aan een gekroonde zoon van de monarch die territoriale macht had en geregeerd werd door de gratie van God en zijn vader.
- Keizer (Latijn: imperator, Hongaars: császár, Slowaaks: cisár, Duits: Kaiser): Nadat het Koninkrijk Hongarije deel werd van de Habsburgse monarchie in 1526, werd het geregeerd door de keizer van het Heilig Roomse Rijk, die ook Oostenrijk regeerde-desalniettemin was het koninkrijk Hongarije geen deel van het Heilig Roomse Rijk. Het koninkrijk Hongarije maakte van 1804 tot 1867 wel deel uit van het keizerrijk Oostenrijk.